# Сомбор целтиси
КАФ Целтиси Сомбор (познати и као Бођоши) су тим америчког фудбала из Сомбора у Србији. Клуб је члан Дивизије Север, Прве лиге Србије, под окриљем СААФ (Српске асоцијације америчког фудбала), и један је од десет најстаријих клубова у Србији.

## Историјат клуба
КАФ Целтис је званично основан 22 октобра 2005. године у Сомбору, међутим прву утакмицу су одиграли два месеца раније, 28.10.2005. против екипе Kula Слејерс. Као и сви тимови тада у Србији, Келтиси су своју прву сезону играли без заштитне опреме (без кациге и педова). У сезони 2006 САФС лиге без опреме, постигли су и један од својих највећих успеха у историји клуба, пласирајући се у полуфинале тог такмичења и на крају освојивши треће место у шампионату. Клуб после тога прави паузу од две године, због прикупљања средстава за набавку опреме, коју је у клуб донео Ђорђе Митровић из Италије. После тога, заједно са још 7 клубова оснива СААФ (Српску Асоцијацију Америчког Фудбала). У наредне две годие, клуб остварује своје највеће успехе у овом спорту и такмичењу, заузимањем трећег места у сезони 2009 СААФ Супер Лиге и уласка у полуфинале истог такмичења у сезони 2010.

## Резултати Келтиса по сезонама
| Лига - Такмичење                    | Позиција      |
| ----------------------------------- | ------------- |
| САФС Лига без опреме 2006           | треће место   |
| СААФ Суперлига 2009                 | треће место   |
| СААФ Суперлига 2010                 | четврто место |
| СААФ Прва Лига Дивизија Центар 2011 | седмо место   |
| СААФ Прва Лига Дивизија Север 2012  | четврто место |
| СААФ Прва Лига Дивизија Север 2013  | пето место    |

## Галерија
- Дизајн дреса КАФ Целтис Сомбор
- Тим КАФ Целтис Сомбор